# Livello di potenza sonora
Si definisce come livello di potenza sonora la potenza trasmessa sotto forma di suono, misurata in decibel anziché in watt, in rapporto a una potenza di riferimento di W0 = 10-12 watt:
{\displaystyle L_{W}=10\log {\frac {W}{W_{0}}}{dB}}
In genere va specificata la banda di frequenza a cui si fa riferimento o la curva di ponderazione. Se il livello si misura ad esempio in dB(A), il simbolo diventa LWA.

## Legame con la pressione
Noto il livello di potenza sonora emessa da una sorgente, è possibile calcolare il livello di pressione acustica ideale indotta dalla sorgente nei vari punti dello spazio. Poiché la pressione è direttamente misurabile con un fonometro, è possibile anche effettuare il calcolo inverso, per determinare la potenza acustica di una sorgente in base alle misure di pressione fatte nelle sue vicinanze.
Conoscendo la potenza sonora di una sorgente puntiforme e il suo fattore di direzionalità Q (rapporto fra l'intensità sonora effettiva e l'intensità che si avrebbe avuto se la sorgente avesse irradiato uniformemente), si può calcolare il livello di pressione sonora a una certa distanza r, in un ambiente con costante acustica R (R = S a /(1-a) con S superficie totale dell'ambiente in metri e a coefficiente acustico medio di assorbimento del locale, secondo Sabine): 
{\displaystyle L_{p}=L_{W}+10\log \left({\frac {Q}{4\pi r^{2}}}+{\frac {4}{R}}\right)}
La precedente equazione vale solamente se ci troviamo in campo diffuso.
Se la sorgente è puntiforme onnidirezionale in campo libero, si applica la formula semplificata:
{\displaystyle L_{p}=L_{W}-20\log r-11}
Per una sorgente puntiforme posta su un piano riflettente (Q = 2) si ha:
{\displaystyle L_{p}=L_{W}-20\log r-8}
Questa è un'approssimazione di come si diffonde il suono all'aperto sulla superficie terrestre; per la divergenza delle onde, il livello di pressione diminuisce in proporzione al logaritmo della distanza dalla sorgente.
Da questa formula consegue che è possibile, anche senza conoscere il livello di potenza della sorgente, determinare il livello di pressione a una certa distanza dalla sorgente puntiforme, noto il livello di pressione a un'altra distanza:
{\displaystyle L_{p2}=L_{p1}-20\log \left({\frac {r_{2}}{r_{1}}}\right)}
Si comprende come, con ogni raddoppio della distanza, si ha una diminuzione di circa 6 dB del livello di pressione sonora.